# Hermonassa euxoides
Hermonassa euxoides är en fjärilsart som beskrevs av Charles Boursin. Hermonassa euxoides ingår i släktet Hermonassa och familjen nattflyn. Inga underarter finns listade i Catalogue of Life.